# Макси-групп
«Макси-групп» — российская холдинговая металлургическая компания. Полное наименование — Открытое акционерное общество «Макси-групп». Штаб-квартира — в Екатеринбурге. существовавшая 2004—2018 годах.

## Собственники и руководство
50 % плюс 1 акция компании на весну 2011 года принадлежат Новолипецкому металлургическому комбинату, владелец остальных акций — Николай Максимов.

### Продажа компании НЛМК
До конца 2007 года 100 % компании принадлежало Николаю Максимову, но в ноябре того же года появилась информация что в связи с тяжёлым финансовым положением компании (долг компании превышал её годовой EBITDA в 7-10 раз) Максимов договорился о продаже 50 % акций компании российского миллиардера Алишера Усманова. 23 ноября 2007 года представителями Алишера Усманова было заявлено об отмене сделки с «Макси-групп». В тот же день стало известно что 51 % акций покупает владелец Новолипецкого металлургического комбината (НЛМК) Владимир Лисин.
6 декабря 2007 года на официальном сайте НЛМК появилась информация о завершении сделки по приобретению контрольного пакета акций (50 % плюс 1 акция) ОАО «Макси-Групп». По данным газеты «Ведомости», стоимость сделки составила 600 млн долл.
Позднее представители НЛМК обвинили Николая Максимова в нарушении закона при осуществлении сделки, в выводе активов. В октябре 2009 года против бывшего владельца компании было возбуждено уголовное дело по статье «Злоупотребление полномочиями»; в феврале 2011 года он был арестован, и ему были предъявлены обвинения (позднее он был отпущен под залог в 50 млн руб.). В конце марта 2011 года Максимову также были предъявлены обвинения в мошенничестве в особо крупном размере: по мнению следствия, средства, полученные от НЛМК в качестве «стабилизационных займов» в ходе сделки, были использованы не по назначению, кроме того бизнесмену вменяется мошенничество при заключении соглашения о продаже акций своей компании НЛМК: по версии следствия, Николай Максимов умышленно не уведомил покупателя о реальном состоянии ряда своих активов, в результате чего обманным путём получил более 7 млрд руб.

## Деятельность
По состоянию на 2007 год «Макси-групп» включало в себя ряд российских предприятий, выпускающих металлургическую продукцию из черных металлов. В холдинг входили ЗАО «Нижнесергинский метизно-металлургический завод» (производственные площадки Ревдинского метизно-металлургического завода и Нижнесергинского металлургического завода), ЗАО «УЗПС» (Уральский завод прецизионных сплавов), специализирующийся на выпуске проката, ленты из прецизионных сплавов, стальной проволоки, а также более 30 компаний по сбору и обработке лома черных металлов.
Предприятия компании заготавливали и перерабатывали 6-7 % от общего объема заготавливаемого лома в России, выпускали более 4 % мелкосортного проката и 13 % катанки в стране.

### Показатели деятельности
Выручка «Макси-групп» в 2005 году по МСФО, как указывалось в аналитическом отчёте «Тройки Диалог», посвящённом размещению облигаций компании, составила 11,15 млрд руб., операционная прибыль — 2,17 млрд руб., чистая прибыль — 1,27 млрд руб., чистый долг — 9,97 млрд руб. Выручка за 2007 год по РСБУ составила 17,1 млн руб., чистая прибыль — 0,56 млн руб.

## Уголовное дело и банкротство
9 февраля 2011 года был задержан по уголовному делу совладелец и президент ОАО «Макси-групп» Николай Максимов, за хищение более 7 млрд рублей, которые были похищены им входе сделки по продаже им 50+1 акций Новолипецкому металлургическому комбинату (НЛМК). В 2017 году прокуратурой было утверждено обвинительное заключение по ст. 159 УК РФ и ст. 174.1 УК РФ мошенничество и легализация преступных доходов.